# Carl von Mardefeld
Carl von Mardefeld (* 11. Oktober 1684 in Käseke, Kirchspiel Schönfeld, Schwedisch-Pommern; † 11. Oktober 1761 in Marburg) war ein hessischer Generalmajor.

## Leben
Er war Angehöriger des schwedischen Adelsgeschlechts Mardefeld und ein Enkel des schwedischen Feldmarschall Conrad Marderfelt († 1688).
Mardefeld war im 14. Lebensjahr Page in Berlin und kam mit Prinzessin Luise Dorothee (1680–1705) nach Kassel. Dort bestritt er eine Offizierslaufbahn, wurde 1708 Fähnrich im Regiment Erbprinz, kämpfte im Comacchiokrieg und avancierte 1709 zum Leutnant. 1711 gelangte er zur eigenen Kompanie und erhielt gleichzeitig seine Beförderung zum Hauptmann. Er stand drei Jahre in den Niederlanden und geriet in französische Kriegsgefangenschaft. Nach dem Aufstieg zum Oberstleutnant 1735 und 1739 zum Oberst wurde er 1744 Kommandant zu Marburg. Er beschloss seine Tour 1751 als Generalmajor.
Er vermählte sich mit Charlotte Elisabeth von Zeuner. Aus der Ehe gingen mehrere Kinder hervor, darunter die Tochter Friderica Charlotte († nach 1769); ⚭ 1755 August Carl von der Malsburg (1705–1766), hessischer Generalleutnant.
Mardefeld wurde in der Marienkirche in Marburg beigesetzt, wo ein Epitaph bestand.